# 布赖恩·罗尔斯顿
布赖恩·罗尔斯顿（英語：Brian Rolston，1973年2月21日—），美国男子冰球运动员。他曾代表美国参加1994年、2002年和2006年冬季奥林匹克运动会冰球比赛，其中2002年冬季奥运会获得一枚银牌。